# Donald-Olivier Sié
Donald-Olivier Sié (født 3. april 1970) er en tidligere ivoriansk fodboldspiller.

## Elfenbenskystens fodboldlandshold
| Elfenbenskystens landshold | Elfenbenskystens landshold | Elfenbenskystens landshold |
| År                         | Kmp                        | Mål                        |
| -------------------------- | -------------------------- | -------------------------- |
| 1990                       | 1                          | 1                          |
| 1991                       | 2                          | 1                          |
| 1992                       | 5                          | 2                          |
| 1993                       | 6                          | 0                          |
| 1994                       | 9                          | 1                          |
| 1995                       | 2                          | 0                          |
| 1996                       | 3                          | 0                          |
| 1997                       | 1                          | 0                          |
| 1998                       | 6                          | 0                          |
| 1999                       | 3                          | 0                          |
| 2000                       | 4                          | 1                          |
| Total                      | 42                         | 6                          |